# Cadurca
Cadurca is een geslacht van vlinders van de familie spinneruilen (Erebidae), uit de onderfamilie Lymantriinae.

## Soorten
- C. dianeura Hering, 1928
- C. moco Collenette, 1936
- C. venata Swinhoe, 1906